# Buon compleanno Elvis
| Recensione    | Giudizio |
| ------------- | -------- |
| 24.000 dischi | [ 6 ]    |
| AllMusic      | [ 7 ]    |

Buon compleanno Elvis è il quinto album di Luciano Ligabue, pubblicato dalla WEA Italiana su CD, musicassetta e doppio LP nel 1995.

## Descrizione
Segna l'inizio di una nuova fase artistica per il cantante: infatti è il primo disco interamente registrato senza i Clan Destino, la storica band che lo accompagnò fin dagli esordi, ma con un nuovo gruppo di musicisti, soprannominato "La banda", e con il produttore discografico Fabrizio Barbacci. Il risultato è un album con uno stile diverso dai precedenti, influenzato dal rock americano e in parte dal blues, che riesce a farsi apprezzare dal pubblico e afferma definitivamente il cantautore emiliano nel panorama della musica italiana.
Il titolo è un richiamo a Elvis Presley in quello che sarebbe stato l'anno del suo 60º compleanno, sebbene Ligabue lo intenda come simbolo del rock piuttosto che come un semplice omaggio. Le citazioni di Elvis sono quindi molte, durante il Buon compleanno Elvis! Tour per alcuni brani fu messo sul palco anche un enorme pupazzo gonfiabile raffigurante il cantante statunitense, per altri Ligabue si esibì con una giacca nello stile tipico dell'artista di Memphis.
Il 4 dicembre 2008 viene pubblicata una versione rimasterizzata del CD (Warner Music Italy catalogo 518 6 51653 5), che contiene un libretto di 40 pagine che racconta la storia e altre curiosità sul disco.
Nell'aprile 2025 è stata pubblicata un nuovo box set della riedizione dell'album, in occasione del 30º anniversario, divisa in 6 CD: Remastered, l’album originale rimasterizzato da Andrea Suriani; New Mix, le tracce originali dell’album mixate nuovamente da Tommaso Colliva, con nuovi edit e senza reincisioni; Naked + Tales, l'album completamente spogliato, un ritorno all’essenza della scrittura originaria dei brani (è un doppio album con le 14 tracce del disco riarrangiate in chiave acustica e intima, accompagnate da un racconto audio, traccia per traccia); Demos & Rarities, 16 tracce esclusive, canzoni inedite, demo, versioni alternative (una “versione anticipataria” di Kay è stata qui e il brano Scusate sono solo questo qua, ed una versione funky de La forza della banda); Nei teatri ’24, 8 tracce di Buon Compleanno Elvis eseguite durante l’ultimo tour nei teatri di Luciano. Tale raccolta viene pubblicata in digitale sulle varie piattaforme di streaming musicale e in copie fisiche.

## I brani
- Vivo morto o X
In questo pezzo rock con venature di blues che apre l'album,[17] Ligabue canta su come ci si senta a vivere in una vita decisa da condizionamenti esterni.[14] Il brano è caratterizzato dall'introduzione della batteria di Roberto Pellati, basata su una ritmica composta dallo stesso cantante;[14] l'armonica è suonata da Max Lugli.
- Seduto in riva al fosso
Ballata in cui l'autore rivendica il diritto di vivere coi propri tempi.[14] Musicalmente si distingue per i due assoli eseguiti con chitarre acustiche ed elettriche insieme e per l'Hammond di Pippo Guarnera.[18]
- Buon compleanno, Elvis!
Title track e brano rock pieno di riferimenti a Elvis, visto sia come simbolo delle contraddizioni[19] sia come nume protettore del rock'n'roll, genere sulle cui sensazioni si basa il viaggio illustrato nel testo.[18]
- La forza della banda
Ligabue parla di quel che capita suonando in una band, sognando miti come Brian Jones, Janis Joplin, Jimi Hendrix e Jim Morrison (tutti citati nel testo), ma evitando gli obblighi morali[20] e gli stereotipi di "genere maledetto" che comporterebbe il fatto di suonare musica rock.[19] Con questo brano Ligabue affronta una tematica per lui inedita, ossia il ruolo dell’artista nella società, riproposta due anni dopo, in maniera ancora più diretta, con “Tra palco e realtà”.[21]
- Hai un momento, Dio?
Ballata in cui l'autore immagina un dialogo diretto con Dio, senza intermediari.[22].
Curiosità: in questa canzone Ligabue chiede a Dio «chi prende l'Inter», di cui il cantautore è grande tifoso. La domanda ha un doppio riferimento: quali giocatori la società nerazzurra acquisterà e chi sarà il nuovo proprietario della squadra milanese.[23][24]
- Rane a Rubiera blues
Breve pezzo strumentale in cui la chitarra acustica di Ligabue accompagna il gracidio delle rane, che si trovavano nei pressi dello studio di registrazione, situato nel paese di Rubiera, da cui il titolo.[25] Ligabue omaggia gli anfibi, che più volte avevano complicato la vita ai tecnici durante la registrazione dell'album, obbligando questi ultimi ad usare stanze non insonorizzate per l'incisione.[26]
- Certe notti
Ballata rock, probabilmente il pezzo più famoso del repertorio del cantante emiliano.[27] Del testo, che descrive le notti passate in giro[25], Ligabue dirà che è una sorta di continuazione di quanto scritto in Sogni di rock 'n' roll[28][29] e di essersi ispirato al libro di Pier Vittorio Tondelli Altri libertini.[30]

Nel 1996, ha vinto la Targa Tenco come migliore canzone dell'anno. Successivamente è stata eletta "Canzone italiana degli anni novanta" da un sondaggio promosso dalla rivista Tutto.
- Viva!
Altra ballata[29] il cui il testo è una dichiarazione d'affetto del cantante nei confronti della donna che all'epoca era la moglie.[25] Il pezzo parte lentamente, andando via via in crescendo[29] e contiene, come altri brani di questo album, due assoli di chitarra.[32]
- I "ragazzi" sono in giro
Rock piuttosto andante,[33] introdotto da una citazione di un monologo da Amarcord di Federico Fellini.
- Quella che non sei
Il testo narra le vicissitudini di una ragazza, che, non accettandosi per quello che è, cerca di uniformarsi a canoni estetici per lei inarrivabili, con tutte le conseguenze, dalla frustrazione all'anoressia, che ne derivano.[34][35]
- Non dovete badare al cantante
Brano in tre quarti con influenze soul,[28] eseguito con l'accompagnamento prevalentemente delle chitarre acustiche suonate da Mel Previte e dal produttore Fabrizio Barbacci, che si conclude con l'assolo all'Hammond di Pippo Guarnera, sempre presente nelle parti strumentali del pezzo.[36] Il testo riflette sulla professione del cantante e sul come venga percepita.[34]
- Un figlio di nome Elvis
La passione di un tale per Elvis Presley è così grande, che prima ne diventa un emulo, poi chiama suo figlio proprio come il mito di Memphis; il tutto visto come metafora degli estremi del fanatismo musicale.[37]
- Il cielo è vuoto o il cielo è pieno
Il testo tratta del senso della vita e del rapporto di esso con la religione, attraverso le posizioni contrapposte dei due protagonisti descritti nel brano, Remo e Cico, e con quella di Ligabue che si colloca a metà strada tra le due.[38]
- Leggero
Ultima canzone dell'album, è in gran parte un pezzo per chitarra acustica e voce, con qualche piccola concessione alle chitarre elettriche nel primo ritornello. Il brano prosegue in crescendo sino all'ingresso di tutta la band nel secondo ritornello, dove il pezzo assume sonorità rock, per volgere alla conclusione con l'assolo di chitarra elettrica di Mel Previte. Il testo, pieno di riferimenti ad altri pezzi e personaggi presenti in questo e in altri album, rappresenta la sensazione della leggerezza intesa come stato d'animo.[38]

I videoclip Certe notti, Viva e Leggero, originariamente disponibili sulla doppia cassetta VHS Ligabue a San Siro: il meglio del concerto del 1997, sono in seguito stati inseriti, insieme a Vivo morto o X, nei DVD Primo tempo del 2007 e Videoclip Collection del 2012, quest'ultimo distribuito solo nelle edicole.

## Tracce
Lato A
1. Vivo morto o X – 4:17
2. Seduto in riva al fosso – 4:29
3. Buon compleanno, Elvis! – 4:06
4. La forza della banda – 4:21
5. Hai un momento, Dio? – 4:40
6. Rane a Rubiera blues (strumentale) – 1:03
7. Certe notti – 4:20

Durata totale: 27:16
Lato B
1. Viva! – 3:39
2. I "ragazzi" sono in giro – 4:22
3. Quella che non sei – 4:01
4. Non dovete badare al cantante – 3:36
5. Un figlio di nome Elvis – 4:01
6. Il cielo è vuoto o il cielo è pieno – 3:33
7. Leggero – 4:14

Durata totale: 27:26

## Formazione
- Luciano Ligabue - voce e chitarra acustica
- Federico Poggipollini, Mel Previte - chitarra
- Antonio Righetti - basso
- Roberto Pellati - batteria
- Candelo Cabezas - percussioni
- Pippo Guarnera - organo Hammond
- Massimo Lugli - armonica in Vivo morto o X
- Fabrizio Barbacci - chitarra acustica in Non dovete badare al cantante

## Successo commerciale
L'album supera la soglia del milione di copie (è tuttora il più venduto della discografia di Ligabue), guadagna 10 dischi di platino e resta nella hit-parade per 70 settimane, dopo aver esordito al primo posto. La musica di Ligabue diventa un fenomeno di massa.
Nel 1996 raggiunge la 2ª posizione nella classifica italiana, risultando il 3º album più venduto in quell'anno.
L'album è presente nella classifica dei 100 dischi italiani più belli di sempre secondo la rivista Rolling Stone Italia, alla posizione numero 11.

## Classifiche

### Classifiche settimanali
| Classifica (1995) | Posizione massima |
| ----------------- | ----------------- |
| Italia            | 1                 |
| Europa            | 22                |

### Classifiche di fine anno
| Classifica (1996) | Posizione |
| ----------------- | --------- |
| Europa            | 78        |
| Italia            | 3         |